# Cycloctenus westlandicus
Cycloctenus westlandicus là một loài nhện trong họ Deinopidae.
Loài này thuộc chi Cycloctenus. Cycloctenus westlandicus được miêu tả năm 1964 bởi Raymond Robert Forster.